# Gefion-Brunnen (Eckernförde)

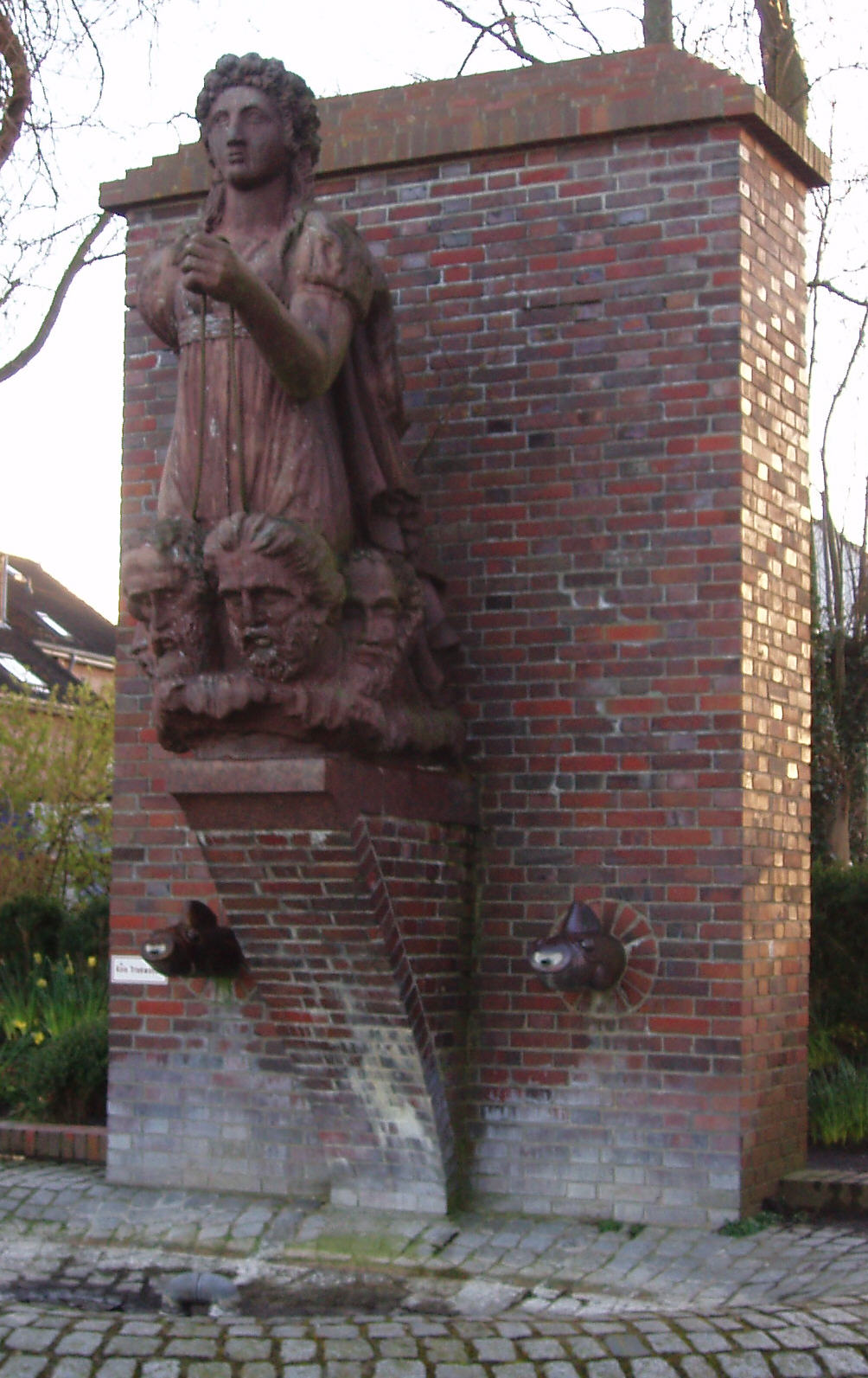
Der Gefion-Brunnen

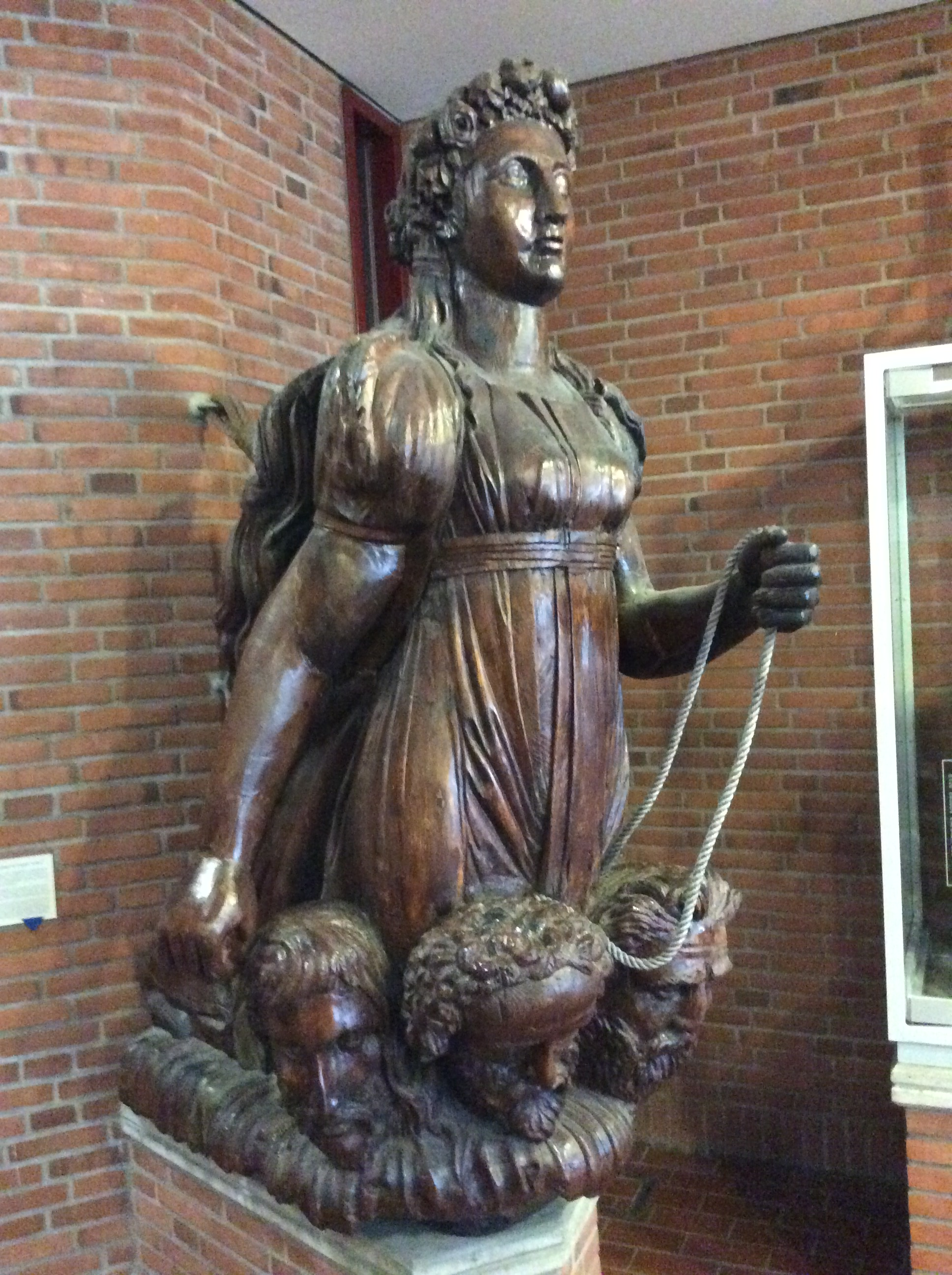
Das Original der Galionsfigur im Eckernförder Rathaus

Der Gefion-Brunnen ist ein im Verzeichnis der eingetragenen Kulturdenkmale des Landes Schleswig-Holstein eingetragenes Kulturdenkmal in Eckernförde.

## Geschichte
Der im Juni 1936 entstandene Brunnen im Kurpark der Stadt Eckernförde erinnert an das Gefecht von Eckernförde am 5. April 1849 im Schleswig-Holsteinischen Krieg. Auf einem Sockel steht die Galionsfigur der auf dänischer Seite am Gefecht beteiligten Gefion, dargestellt ist die Gefion der germanischen Mythologie mit ihren vier Söhnen beim Herauspflügen der dänischen Insel Seeland aus dem schwedischen Festland.
1979 wurde die aus Eichenholz geschnitzte rund 650 Kilogramm schwere Original-Galionsfigur in 4000 Arbeitsstunden restauriert und anschließend eine Kopie angefertigt, die aus konservatorischen Gründen die Originalfigur am Brunnen seit 1980 ersetzt. Die „Original-Gefion“ ist jetzt im „Neuen Rathaus“ der Stadt zu sehen.
Die Gefion selbst wurde bei dem Gefecht beschädigt, nach der Aufgabe des Schiffes durch die dänische Crew als SMS Eckernförde unter preußischer Fahne genommen und in Eckernförde repariert. Später misslang ein dänischer Versuch, das Schiff zurückzuerobern.
Das Brunnenwasser fließt aus zwei Fischmäulern rechts und links des Sockels. Das „alte“ halbrunde  Wasserbecken vor dem Denkmal wich in den 2000er Jahren offenbar „moderneren“ Vorstellungen von einem Brunnenwasser-Auffangbecken.

## Entwürfe
Der Entwurf für die Galionsfigur entstand 1842/43 auf der „Orlogsværftet“ in Kopenhagen unter Leitung von Professor Johann Daniel Petersen.
Der Entwurf des Gefion-Brunnens stammte von Arthur Goetting (1898–1975). Goetting war Gymnasiallehrer an der Jungmannschule, Künstler, Bildhauer und Kunsterzieher. Er stammte aus Preetz und entwarf den Einband des Goldenen Buches der Stadt Eckernförde und vier Scheine des Preetzer Notgeldes von 1921. In Eckernförde weigerte er sich in der Zeit des Nationalsozialismus, sich von seiner jüdischen Ehefrau Klara (geb. Kaufmann) zu trennen und verschwand von einem Tag auf den anderen. Er und seine Ehegattin fanden in Göttingen in der Wohnung seiner Schwiegermutter Unterschlupf. Einer Deportation in ein KZ entging Klara Götting dort aufgrund ihres „arischen“ Ehegatten. Arthur Götting besaß später in Göttingen ein Bildhauer-Atelier. 2013 gab es im Museum Eckernförde eine Ausstellung über Arthur Götting.
Die Erstellung des Brunnens führte 1936 Hans Rheder aus.

## Sonstiges
Unweit des Gefion-Brunnens erinnert das Süderschanzen-Denkmal an das Gefecht von Eckernförde.